# Chirala
Chirala (Telugu చీరాల) ist eine Stadt im indischen Bundesstaat Andhra Pradesh.
Die Stadt liegt im Distrikt Bapatla. Chirala hat den Status einer Municipality. Die Stadt ist in 26 Wards (Wahlkreise) gegliedert.

## Demografie
Die Einwohnerzahl der Stadt liegt laut der Volkszählung von 2011 bei 87.200 und in der Agglomeration bei 162.471. Chirala hat ein Geschlechterverhältnis von 1030 Frauen pro 1000 Männer und damit einen für Indien seltenen Frauenüberschuss. Die Alphabetisierungsrate lag bei 77,0 % im Jahr 2011. 9,6 % der Bevölkerung sind Kinder unter 6 Jahren.

## Infrastruktur
Die Stadt ist über einen eigenen Bahnhof mit dem nationalen Schienennetz verbunden.